# تيمي دوغان
تيمي دوغان (بالإنجليزية: Timmy Duggan)‏ مواليد 14 نوفمبر 1982 في جلمود، كولورادو، الولايات المتحدة، هو دراج أمريكي سابق في صنف سباق الدراجات على الطريق. سبق أن شارك في دورة الألعاب الأولمبية الصيفية.

## وصلات خارجية
- الموقع الرسمي

## روابط خارجية
- تيمي دوغان على موقع الاتحاد الدولي للدراجات (الإنجليزية)
- تيمي دوغان على موقع أرشيف الدراجات (الإنجليزية)
- تيمي دوغان على موقع إحصائيات الدراجات الإحترافية (الإنجليزية)
- تيمي دوغان على موقع نسبة الدراجات (الإنجليزية)
- تيمي دوغان على موقع أوليمبيديا (الإنجليزية)